# Richard Causton
Richard Knight Causton (25 septembre 1843-23 février 1929) est un papetier anglais et homme politique libéral qui siège à la Chambre des communes en deux périodes entre 1880 et 1910, puis, il est élevé à la pairie et siège à la Chambre des lords. 

## Jeunesse
Causton est né à Deptford, Kent fils de l'échevin de Sir Joseph Causton et shérif de Londres et de son épouse Mary Anne Porter, fille d'Edward Porter. Il est associé dans la firme Causton and Sons, papetiers et imprimeurs à Eastcheap, Southwark Street et Cary Street. Il est commissaire de lieutenance pour la ville de Londres et membre de la Worshipful Company of Skinners dont il est le maître en 1877. 

## Carrière politique
Il se présente sans succès à Colchester en 1874, mais est élu pour la circonscription en 1880 . Cependant, il perd son siège en 1885 et perd à nouveau en 1886. En 1888, il est élu pour Southwark West lors d'une élection partielle, un siège qu'il occupe jusqu'en 1910 . Il sert sous William Ewart Gladstone et le comte de Rosebery en tant que Lords du Trésor entre 1892 et 1895 et continue comme whip libéral jusqu'en 1905. Quand les Libéraux sont revenus au pouvoir en décembre 1905 sous Henry Campbell-Bannerman, Causton est nommé Payeur Général. En janvier 1906, il est admis au Conseil privé. Il est resté Paymaster-General jusqu'en 1910, les deux dernières années sous la présidence de HH Asquith. Il perd son siège au Parlement en 1910. La même année, il est élevé à la pairie en tant que baron Southwark, de Southwark dans le comté de Londres. 
Il est membre de la Royal Statistical Society, président de la London Chamber of Commerce en 1913 et maître de la Skinners Company à nouveau en 1921/22. 
Il épouse en 1871 Selina Mary Chambers, fille de Thomas Chambers, député de Marylebone. Lord Southwark est décédé en février 1929, à l'âge de 85 ans. La baronnie s'éteint à sa mort.